# Ida Klemann
Ida Klemann (født i 1950 i Aarhus) er en dansk sanger og billedkunstner. Hun var sanger i Bifrost fra gruppens begyndelse og frem til 1983. Hun var daglig leder af kunsthuset Frederiks Bastion på Christianshavn fra 1992 til 1999. Hun er frontkæmper i foreningen "Forny Christiania" og idéudvikler i Christiania Folkeaktie.
Hun var gift med den polske billedkunstner Kazimierz Czastka, som hun mødte i 1984; han døde i 2004.

## Musik
Ida Klemann kom til København tidligt i 1970'erne og blev en del af miljøet i Christiania. Her mødte hun en række af de musikere, der blev til Bifrost i 1975; hun var primært sanger i gruppen og skrev enkelte numre. Hun var den fra den oprindelige besætning af gruppen, der fulgtes længst med den anden sanger og frontfigur i gruppen, Tom Lundén, idet hun var med frem til efter udgivelsen af albummet En tro kopi fra 1982 (Lundén fortsatte endnu nogle år, inden gruppen stoppede).
Efter tiden med Bifrost udgav Klemann ep'en Den blå pilot i 1984. Flere år senere udgav hun sammen med Kim Skovbye to album, inden hun i 2006 udgav sit første soloalbum, End of Blue.
I Bifrost-tiden skrev hun sammen med Torben Andersen fra gruppen musikken til Jon Bang Carlsens dokumentarfilm En rig mand (1979).

## Diskografi
Sammen med Bifrost
- Bifrost (1976)
- Til en sigøjner (1977)
- Læn Dem ikke ud (1979)
- Crazy Canary (1980)
- Kassen & hjertet (1981)
- En tro kopi (1982)

Efter Bifrost-tiden
- Den blå pilot (1984)
- Heart's Friend (sammen med Kim Skovbye, 1996)
- Hvidt, så vidt (sammen med Kim Skovbye, 2001)
- End of blue (2006)